# رنگینک ریش‌سفید
رنگینک ریش‌سفید (نام علمی: Manacus manacus) نام یک گونه از سرده رنگینک‌های بال‌کوتاه است.